# Maixabel Lasa Iturrioz
Maixabel Lasa Iturrioz (Legorreta, Guipúscoa, 1951) és una activista i política basca per la convivència en el País Basc, directora de l'Oficina d'Atenció a les Víctimes del Terrorisme del Govern Basc entre 2001 i 2012. Vídua de Juan María Jáuregui, polític basc del PSE assassinat per ETA, va ser una de les primeres víctimes que va accedir a entrevistar-se amb els assassins del seu marit a la presó.

## Biografia

### Inicis en la política
En els anys 1970 va començar a participar en política al PCE-EPK, al costat del seu marit Juan María Jáuregui. En els anys 1980 es va afiliar al Partit Socialista d'Euskadi (PSE-PSOE).

### Víctima del terrorisme
L'any 2000, ETA va assassinar al seu marit. Lasa es va quedar sense el seu company des dels 16 anys, la persona que més l'havia «influenciat», amb qui portava 25 anys casada i compartia una filla, María.

### Atenció per igual a les víctimes
Un any més tard, al desembre de 2001, va ser nomenada directora de l'Oficina d'Atenció a les Víctimes del Terrorisme del Govern Basc, presidit per Juan José Ibarretxe (PNB), ocupant ininterrompudament aquest càrrec durant tres legislatures, al llarg d'onze anys. El seu nomenament va ser rebut per totes forces polítiques i col·lectius d'afectats amb summe respecte, però amb moltes incògnites sobre com reconduir la direcció d'aquest departament després del Pacte de Lizarra i la ruptura de la treva d'ETA el 1999. Al costat de Txema Urkijo es van haver de guanyar la confiança de les víctimes per a posar en marxa una nova etapa en les polítiques de reinserció i de restauració entre víctimes i assassins que va oferir molt bons resultats.
La seva decisió, des del Govern Basc, d'atendre per igual a les víctimes de totes les violències, fossin causades per ETA, els GAL o pels abusos policials, la va convertir en objecte de les ires d'algunes organitzacions de víctimes i partits polítics.

### Trobades restauratives
Va participar en el projecte de justícia restaurativa de la via Nanclares, trobades que van sorgir de la sol·licitud d'una sèrie de persones preses d'ETA que volien reunir-se amb víctimes. A Lasa li va arribar una sol·licitud de Luis Carrasco, un dels tres assassins del seu marit, l'any 2011. Lasa sempre ha defensat les segones oportunitats i va pensar que quina millor forma que posar en pràctica un dels seus principis. Es va adonar que aquestes persones sentien veritablement el mal que havien causat i estaven penedides. El 2014 Ibon Etxezarreta i el 2021 Patxi Makazaga, els altres dos culpables d'assassinar Jáuregui, van també demanar reunir-se amb ella.
Les trobades restauratives van començar en 2011, es van realitzar 14 amb màxima discreció, i es van donar a conèixer l'any 2012 perquè es van acabar de fer, ja que el Partit Popular va obstaculitzar la seva continuïtat.

### Sortida del PSE
L'any 2020, Lasa es va donar de baixa del PSE-EE després d'haver estat expedientada pel partit per fer costat a Txema Urkijo, de Más País, lamentant que els socialistes confonguessin una relació personal amb una política.

### Maixabel, la pel·lícula
Lasa defineix la pel·lícula Maixabel (2021), d'Icíar Bollaín com un cant a la necessitat de convivència de totes les persones, de viure entre diferents però respectant-nos i un cant a la deslegitimació de l'ús de la violència. La pel·lícula mostra com van ser les trobades restauratives, perquè molta gent els desconeix i hi ha hagut moltes faules durant aquests anys.
| « | "Amb la violència no s'aconsegueix absolutament res, el que has d'aconseguir és les coses d'una altra forma, fent pedagogia, escoltant el veí i solucionant els problemes que tenim en el dia a dia, utilitzant fonamentalment la paraula". | » |

## Col·laboracions
- El fin de ETA (2017), pel·lícula documental espanyola dirigida per Justin Webster.
- Euskal pilota. Larrua harriaren kontra (2003), documental de 2003 dirigit per Julio Medem.
- Documental Zubiak ("Ponts"), el primer capítol de la sèrie de Movistar+ ETA: el final del silencio.[6]
- [Publicació] Víctimas y política penitenciaria. Claves, experiencias y retos de futuro (Ed. Catarata, 2019).[21]

## Premis i reconeixements
- 2009 Premi de la Fundación López de Lacalle per la seva "estimable i infatigable labor en defensa de la llibertat, els valors democràtics i la tolerància".[22]
- 2013 Premi Nacional de Drets Humans, de l'Associació pro Drets Humans d'Espanya per l'experiència de diàleg entre exmembres d'ETA i les seves víctimes.[23]
- 2015 Memorial Joan XXIII, pel seu treball per a impulsar el diàleg entre els diferents actors relacionats amb la violència al País Basc.[24]